# دالة أسية مزدوجة

دالة أسيّة مزدوجة (المنحنى الأحمر) مقارنة بدالة أسيّة مفردة (المنحنى الأزرق).

الدالة الأسية المزدوجة هي دالة أسية يكون أسها في حد ذاته دالة أسية. فهي دالة تكبر أسرع من الدالة العادية، وهي عبارة عن ثابت مرفوع لـ دالة أسية. الصيغة العامة هي {\displaystyle f(x)=a^{b^{x}}=a^{(b^{x})}} (حيث a >1 و b >1)، حيث تنمو قيمتها أسرع من الدالة الأسية. على سبيل المثال، إذا كان a = b = 10:
- f(x) = 1010x
- f(0) = 10
- f(1) = 1010
- f(2) = 10100 = جوجول
- f(3) = 101000
- f(100) = 1010100 = جوجول بلكس.

ينمو المضروب بشكل أسرع من الدالة الأسية، ولكن نموه أبطأ بكثير من الدوال الأسية المزدوجة. ومع ذلك، فإن دوال كـ التربيعية [الإنجليزية] وأكرمان أسرع منها في النمو.
معكوس الدالة الأسية المزدوجة هو اللوغاريتم المزدوج
log(log( x )).
الدالة الأسية المزدوجة المركبة هي دالة صحيحة، وذلك لأنها تتكون من دالتين صحيحتين {\displaystyle f(x)=a^{x}=e^{x\ln a}} و {\displaystyle g(x)=b^{x}=e^{x\ln b}} .

## متواليات أسية مزدوجة
يقال لمتوالية الأعداد الصحيحة الموجبة (أو الحقيقية) أنها تنمو نموا أسيا مزدوجا إذا كانت مقصورة بشكل أدنى وأقصى بدالة أسية مزدوجة.
كأمثلة:
- أعداد فيرما {\displaystyle F(m)=2^{2^{m}}+1}
- الأعداد الأولية التوافقية (The harmonic primes): وهي متوالية أعداد توافقية أولية 1/2 + 1/3 + 1/5 + 1/7 + ⋯ + 1/p وهي متوالية غير متقاربة وتنمو بشكل أسي مزدوج الأرقام القليلة الأولى، التي تبدأ بالرقم 0، هي 2، 5، 277، 5195977، ... (متسلسلة A016088 في OEIS)
- أعداد ميرسين المزدوجة {\displaystyle MM(p)=2^{2^{p}-1}-1}
- متوالية سلفستر [الإنجليزية](متسلسلة A000058 في OEIS) {\displaystyle s_{n}=\left\lfloor E^{2^{n+1}}+{\frac {1}{2}}\right\rfloor } حيث E ≈ 1.264084735305302 هو ثابت فاردي (Vardi's constant) (متسلسلة A076393 في OEIS) .
- الدوال المنطقية بـ k متغير [الإنجليزية] : {\displaystyle 2^{2^{k}}}
- الأعداد الأولية 2، 11، 1361، ... (متسلسلة A051254 في OEIS) {\displaystyle a(n)=\left\lfloor A^{3^{n}}\right\rfloor } حيث A ≈ 1.306377883863 هو ثابت ميلز .

لاحظ آهو وسلون أن العديد من متواليات الأعداد الصحيحة المهمة، يكون فيها كل حد عبارة عن قيمة ثابتة مضافة لمربع الحد السابق. بينوا أنه يمكن إنشاء هذه المتواليات بتقريب قيم دالة أسية مزدوجة قوتها الوسطى (قيمة b) مساوية لـ 2 إلى أقرب عدد صحيح.
وصف إيوناسكو (Ionaşcu) وستانيكا (Stănică) بعض الشروط العامة لتكون المتوالية هي الحد الأدنى لمتوالية أسية مزدوجة مضاف لها قيمة ثابتة.

## التطبيقات

### التعقيد الحسابي
في نظرية التعقيد الحسابي، مسائل القرار من فئة 2-EXPTIME يمكن حلها في وقت أسي مزدوج. وهو يعادل AEXPSPACE، وهي مجموعة مسائل القرار التي تحلها آلة تورينج المتناوبة "alternating Turing machine" في الفضاء الأسي، وهي مجموعة فرعية من EXPSPACE.
من أمثلة مسائل 2-EXPTIME والتي ليست EXPTIME مسألة إثبات أو دحض البراهين في حساب بريسبرجر "Presburger arithmetic".
تستخدم المتواليات الأسيّة المزدوجة لتصميم الخوارزميات بدلاً من تحليلها في بعض مسائل تصميم وتحليل الخوارزميات.
كمثال خوارزمية تشان [الإنجليزية] لحساب الهياكل المحدبة، وفيها تحسب قيم الاختبار h i=2 2 i (لتقدير حجم الناتج النهائي)، وتأخذ وقت O(n log hi) لكل قيمة اختبار في المتوالية. وبسبب النمو الأسّي المزدوج لقيم الاختبار هذه، فإن وقت كل عملية حسابية في المتوالية ينمو بشكل فردي أسيًا كدالة في i، لذا فإن الوقت الإجمالي للخوارزمية هو O(n log h) حيث h هو حجم الناتج الفعلي.

### نظرية الأعداد
بعض حدود نظرية الأعداد تكون أسية مزدوجة. فالأعداد التامة الفردية التي لها n عامل أولي مميز تكون على الأكثر {\displaystyle 2^{4^{n}}}.
أقصى حجم لعديد السطوح في شبكة عددية صحيحة "integer lattice" ذات أبعاد d مع k ≥ 1 نقطة داخلية للشبكة هو على الأكثر
{\displaystyle k\cdot (8d)^{d}\cdot 15^{d\cdot 2^{2d+1}},}
بعد استخدام الحاسوب أصبح نمو أكبر عدد أولي معروف معرفا كدالة أسية مزدوجة منذ أن توصلا ميلر وويلر لعدد أولي من 79 رقم على حاسوب EDSAC 1 عام 1951.

### علم الأحياء النظري
في ديناميكيات السكان أحيانًا يفترض أن النمو البشري يتضاعف أسيًّا.
{\displaystyle N(y)=375.6\cdot 1.00185^{1.00737^{y-1000}}\,}
حيث N ( y ) هو عدد السكان بالملايين في السنة y .

### الفيزياء
في نموذج مذبذب تودا "Toda oscillator" للنبض الذاتي "self-pulsation"، يتغير لوغاريتم السعة بشكل كبير مع الوقت (بالنسبة للسعات الكبيرة)، وبالتالي تتغير السعة كدالة أسية مزدوجة في الزمن.
لوحظ أن الجزيئات الشجرية تنمو بطريقة أسية مزدوجة.